# Joseph Silverstein
Joseph Silverstein (Detroit, 21 de març de 1932-Boston, 22 de novembre de 2015) va ser un músic estatunidenc que va actuar com a director i violinista amb centenars de orquestres a tot el món.

## Biografia
Va començar la seva carrera de direcció quan va ser nomenat director assistent de l'Orquestra Simfònica de Boston el 1971, després d'haver actuat com a concertino amb aquesta orquestra durant nou anys. Joseph Silverstein va ser director musical interí de l'Orquestra Filharmònica de Florida i director principal convidat de la Northwest Chamber Orchestra de Seattle. Ha estat assessor artístic d'orquestres com l'Orquestra Simfònica de Hartford, l'Orquestra Simfònica de Kansas City, Orquestra Simfònica de Baltimore i les de Toledo, Florida, Alabama, Winnipeg, Oakland i Louisville, totes als Estats Units. Ha estat director musical de les orquestres simfòniques de Chautauqua i d'UTA, d'aquesta última és director llorejat.
A més de director, Joseph Silverstein ha estat sempre un actiu solista, pedagog i intèrpret de música de cambra tenint entre els seus alumnes aluguns que més tard serien famosos com per exemple l'australià John Harding. Durant les últimes temporades ha actuat en recitals en Boston, Nova York, Cleveland i Detroit. El 1962 va organitzar els Boston Symphony Chamber Players i és intèrpret des de 1993, de la Societat de Música de cambra del Lincoln Center. Ha pertangut als claustres de la Universitat de Boston, l'Institut Tanglewood de la Universitat de Boston, la Universitat de Susquehanna i la Universitat Yale.
Ha rebut distincions honorífiques del Boston College, el Conservatori de Nova Anglaterra, Universitat de Rhode Island i de la Universitat de Tufts. En l'actualitat, forma part del Claustre de l'Escola de Música Longy, a Cambridge (Massachusetts) i de l'Institut de Música Curtis, de Filadèlfia. ha gravat para RCA, Deutsche Grammophon, CBS, Nonesuch i New World Records, Telarc, Pro Art, Delos, Sony Classical i BMG-Verdi. Va morir el 22 de novembre, 2015, en Boston, Massachusetts a causa d'un atac al cor als 83 anys.